# Нувель, Вальтер Фёдорович
Вальтер Фёдорович Нувель (Нувёль; 14 [26] января 1871 — 13 апреля 1949) — русский пианист и композитор-любитель, деятель художественного общества «Мир искусства», организатор музыкальных вечеров и других предприятий объединения. Впоследствии секретарь и биограф С. П. Дягилева.

## Биография
Семья Нувелей происходила от французских беженцев, переселившихся в конце XVII века из Франции в Германию. Учился в петербургской гимназии К. Мая, колыбели кружка «невских пиквикианцев».
В 1890 г. поступил в Санкт-Петербургский университет, одновременно с А. Н. Бенуа, С. П. Дягилевым и Д. В. Философовым. По окончании университета служил чиновником особых поручений канцелярии министерства императорского двора.
Член редакции журнала «Мир искусства», занимал в редакции позицию левого фланга, отвечал в журнале за музыкальную часть. Совместно с А. П. Нуроком организовал (до 1907 г.) популярные «Вечера современной музыки» в Петербурге, на которых исполнялись новинки русской и зарубежной музыки. По словам Бенуа, Нувель был «не гласный, но весьма важный и влиятельный участник „Мира искусства“».
Часто упоминается в дневниках М. Кузмина за 1906—1907 гг. как его спутник во время поездок в Таврический сад для знакомства с хорошенькими юношами; в это время находился в любовной связи с Константином Сомовым. В 1907 г. сочинил музыку для (посвящённой ему) пьесы Кузмина «Опасная предосторожность».
С Дягилевым сблизился на почве общего увлечения музыкой — они частенько играли «в четыре руки». Впоследствии Нувель был правой рукой Дягилева по организации «Русских сезонов» в Париже и оставался с ним практически до последних дней его жизни. Составил первую биографию Дягилева, которая осталась неопубликованной. Собранные им материалы были использованы в книге А.Гаскелла о Дягилеве.
После смерти Дягилева жил во Франции. В 1930-е гг. сблизился с И. Стравинским и стал его ближайшим сотрудником. По признанию Стравинского, основная часть его мемуарной книги «Хроника моей жизни» написана другом, с которым его связывает «полное духовное взаимопонимание», то есть Нувелем. Похоронен на кладбище Сент-Женевьев-де-Буа.

## Семья
- Отец — коммерсант, занимался финансами.
- Мать — Матильда Андреевна (1834 — 14.12.1919, Петроград[10]), немка, но в семье сохранялся «французский дух».
- Старший брат Ричард, какое-то время пел в неких заграничных антрепризах под псевдонимом Рикардо Норди, позже сделался учителем пения.
- Второй брат Фёдор — умер, не достигнув и сорока лет.
- Третий брат Эдуард — умер в молодом возрасте.
- Сестра Матильда, вышла замуж за голландского дипломата барона ван Геккерна (родственника Геккерна, сыгравшего роль в дуэли Пушкина).